# Sjisjmantsi
Sjisjmantsi (bulgariska: Шишманци) är ett distrikt i Bulgarien.   Det ligger i kommunen Obsjtina Rakovski och regionen Plovdiv, i den centrala delen av landet, 150 km öster om huvudstaden Sofia.
Trakten runt Sjisjmantsi består till största delen av jordbruksmark. Runt Sjisjmantsi är det ganska tätbefolkat, med 104 invånare per kvadratkilometer.